# Filmfestivalen i Cannes 2010
Den 63:e filmfestivalen i Cannes hölls från den 12 maj till den 23 maj 2010 i Cannes i Frankrike. Filmfestivalen i Cannes, som grundades 1946, är hyllad som en av de mest erkända och prestigefyllda filmfestivalerna i världen. Under festivalen visas både filmer som tävlar om Guldpalmen och filmer utom tävlan.
Ordförande för juryn i den internationella tävlingen var den amerikanska filmregissören Tim Burton. Andra jurymedlemmar för den internationella tävlingen inkluderade skådespelare, manusförfattare och kompositörer, som Kate Beckinsale, Emmanuel Carrère, Benicio del Toro och Alexandre Desplat.
Under festivalen 2010 utsåg juryn den thailändska filmen Farbror Boonmee som minns sina tidigare liv i regi av Apichatpong Weerasethakul till vinnare av årets Guldpalm. Filmer som visas i andra tävlingskategorier som kortfilmer och kategorin Un certain regard har sina egna separata juryer och utmärkelser.
Ridley Scotts film Robin Hood öppnade festivalen och Julie Bertuccellis The Tree var avslutningsfilmen. Hela filmuppställningen tillkännagavs den 15 april 2010. Den engelska skådespelerskan Kristin Scott Thomas var ledde festivalens ceremonier.
Agence France-Presse, Reuters, Associated Press och Getty TV bojkottade presskonferensen där årets filmuppställning presenterades, över en tvist om tillgång till den röda mattan. I ett pressmeddelande meddelade nyhetsbyråerna att de kunde "tvingas avbryta sin närvaro på festivalen helt och hållet" om det inte gick att nå en överenskommelse. Dagarna innan festivalen skulle börja uttrycktes oro för att deltagare kunde bli försenade eller inte delta alls på grund av att flygningar till de omkringliggande områdena i Frankrike blivit inställda eller försenade på grund av vulkanisk aska från Eyjafjallajökulls utbrott 2010. Två dagar innan festivalen började lades den just klara filmen Route Irish, i regi av Ken Loach, till huvudtävlingen.

## Juryer

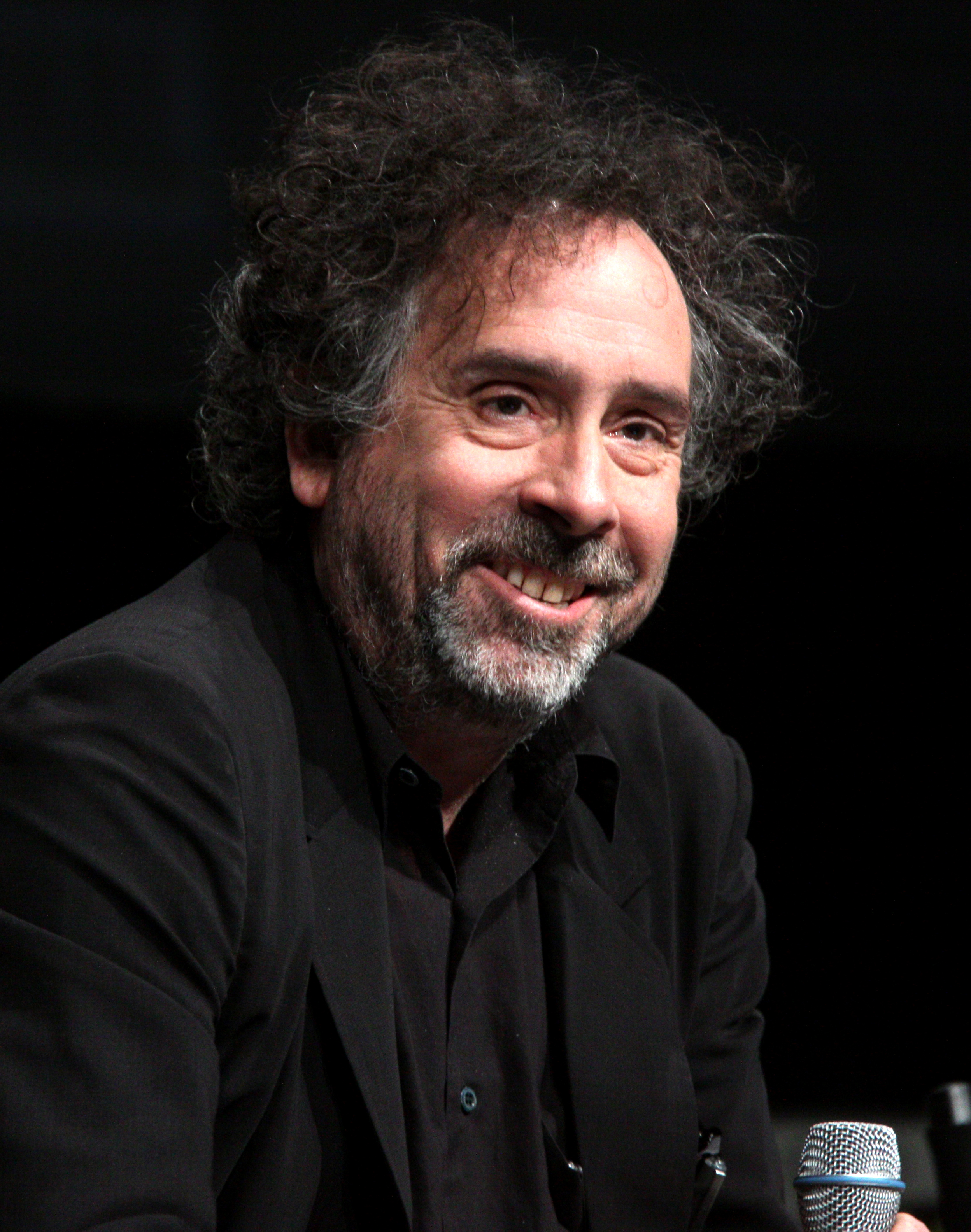
Tim Burton, ordförande för tävlingsjuryn 2010

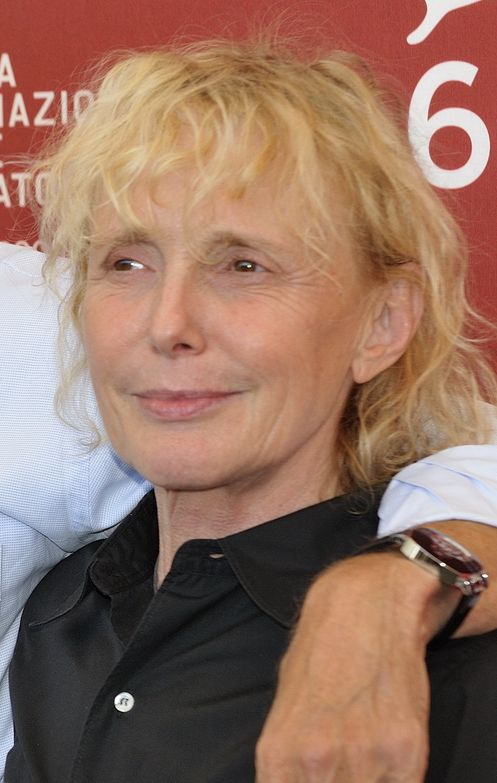
Claire Denis, ordförande för 2010 års jury för Un Certain Regard

### Huvudtävling
Följande personer utsågs till juryn för långfilmerna i det officiella urvalet 2010:
- Tim Burton (amerikansk regissör) juryns ordförande[13]
- Alberto Barbera (italiensk filmkritiker)
- Kate Beckinsale (engelsk skådespelerska)
- Emmanuel Carrère (fransk författare, manusförfattare och regissör)
- Benicio del Toro (puertoricansk skådespelare)
- Alexandre Desplat (fransk kompositör)
- Víctor Erice (spansk regissör)
- Shekhar Kapur (indisk regissör)
- Giovanna Mezzogiorno (italiensk skådespelerska)

### Un Certain Regard
- Claire Denis (fransk regissör) ordförande
- Patrick Ferla (schweizisk journalist)
- Kim Dong-ho (sydkoreansk regissör för Busan Film Festival)
- Helena Lindblad (svensk kritiker)
- Serge Toubiana (fransk generaldirektör för Cinémathèque Française)

### Camera d'Or
- Gael García Bernal (mexikansk regissör) ordförande
- Gérard de Battista (fransk filmfotograf)
- Stéphane Brizé (fransk regissör)
- Didier Diaz (FICAM)
- Charlotte Lipinska (franska unionskritiker)

### Cinéfondation och kortfilmer
- Atom Egoyan (kanadensisk regissör) ordförande
- Emmanuelle Devos (fransk skådespelerska)
- Carlos Diegues (brasiliansk regissör)
- Dinara Droukarova (rysk skådespelerska)
- Marc Recha (spansk regissör)

## Officiellt urval

### I tävlan - Spelfilmer
Följande långfilmer tävlade om Guldpalmen:
| Engelsk titel                               | Originaltitel                              | Regissör(er)                | Land           |
| ------------------------------------------- | ------------------------------------------ | --------------------------- | -------------- |
| Another Year                                | Another Year                               | Mike Leigh                  | Storbritannien |
| Biutiful                                    | Biutiful                                   | Alejandro González Iñárritu | Mexiko         |
| Burnt by the Sun 2                          | Утомлённые солнцем 2 Utomlyonnye solncem 2 | Nikita Mikhalkov            | Ryssland       |
| Certified Copy                              | Copie conforme                             | Abbas Kiarostami            | Frankrike      |
| Chongqing Blues                             | 日照重慶 Rizhao Chongqing                  | Wang Xiaoshuai              | Kina           |
| Fair Game                                   | Fair Game                                  | Doug Liman                  | USA            |
| The Housemaid                               | 하녀 Ha-nyeo                               | Im Sang-soo                 | Sydkorea       |
| My Joy                                      | Счастье моё Schastye moyo                  | Sergei Loznitsa             | Ukraina        |
| Of Gods and Men                             | Des hommes et des dieux                    | Xavier Beauvois             | Frankrike      |
| On Tour                                     | Tournée                                    | Mathieu Amalric             | Frankrike      |
| Our Life                                    | La nostra vita                             | Daniele Luchetti            | Italien        |
| Outrage                                     | アウトレイジ Autoreiji                     | Takeshi Kitano              | Japan          |
| Outside the Law                             | Hors-la-loi                                | Rachid Bouchareb            | Algeriet       |
| Poetry                                      | 시 Shi                                     | Lee Chang-dong              | Sydkorea       |
| The Princess of Montpensier                 | La princesse de Montpensier                | Bertrand Tavernier          | Frankrike      |
| Route Irish                                 | Route Irish                                | Ken Loach                   | Storbritannien |
| A Screaming Man                             | Un homme qui crie                          | Mahamat Saleh Haroun        | Frankrike      |
| Tender Son – The Frankenstein Project       | Szelíd Teremtés – A Frankenstein Terv      | Kornél Mundruczó            | Ungern         |
| Uncle Boonmee Who Can Recall His Past Lives | ลุงบุญมีระลึกชาติ Lung Bunmi Raluek Chat        | Apichatpong Weerasethakul   | Thailand       |

### Un Certain Regard
Följande filmer valdes ut för tävlingen Un Certain Regard:
| Engelsk titel                   | Originaltitel                    | Regissör(er)             | Land                  |
| ------------------------------- | -------------------------------- | ------------------------ | --------------------- |
| Adrienn Pál                     | Pál Adrienn                      | Ágnes Kocsis             | Ungern                |
| Aurora                          | Aurora                           | Cristi Puiu              | Rumänien              |
| Blue Valentine                  | Blue Valentine                   | Derek Cianfrance         | USA                   |
| Carancho                        | Carancho                         | Pablo Trapero            | Argentina             |
| Chatroom                        | Chatroom                         | Hideo Nakata             | Storbritannien        |
| The City Below                  | Unter dir die Stadt              | Christoph Hochhäusler    | Tyskland              |
| Flight                          | Udaan                            | Vikramaditya Motwane     | Indien                |
| Hahaha                          | 하하하                           | Hong Sang-soo            | Sydkorea              |
| Heartbeats                      | Les amours imaginaires           | Xavier Dolan             | Kanada                |
| I Wish I Knew                   | Hai Shang Chuan Qi               | Jia Zhangke              | Kina                  |
| Life, Above All                 | Life, Above All                  | Oliver Schmitz           | Sydafrika             |
| Lights Out                      | Qu'est-il arrivé à Simon Werner? | Fabrice Gobert           | Frankrike             |
| The Lips                        | Los labios                       | Iván Fund, Santiago Loza | Argentina             |
| October                         | Octubre                          | Daniel Vega, Diego Vega  | Peru                  |
| Rebecca H. (Return to the Dogs) | Rebecca H. (Return to the Dogs)  | Lodge Kerrigan           | USA, Frankrike        |
| R U There                       | R U There                        | David Verbeek            | Nederländerna, Taiwan |
| Socialism                       | Film Socialisme                  | Jean-Luc Godard          | Frankrike             |
| The Strange Case of Angelica    | O estranho caso de Angélica      | Manoel de Oliveira       | Portugal              |
| Tuesday, After Christmas        | Marţi, după Crăciun              | Radu Muntean             | Rumänien              |

### Filmer utom tävlan
Följande filmer valdes ut för visning utom tävlan:
| Engelsk titel                          | Originaltitel                       | Regissör(er)      | Land                  |
| -------------------------------------- | ----------------------------------- | ----------------- | --------------------- |
| The Autobiography of Nicolae Ceaușescu | Autobiografia lui Nicolae Ceaușescu | Andrei Ujică      | Rumänien              |
| Black Heaven                           | L'Autre monde                       | Gilles Marchand   | Frankrike             |
| Carlos                                 | Carlos                              | Olivier Assayas   | Frankrike             |
| Kaboom                                 | Kaboom                              | Gregg Araki       | USA                   |
| Robin Hood                             | Robin Hood                          | Ridley Scott      | USA                   |
| Tamara Drewe                           | Tamara Drewe                        | Stephen Frears    | Storbritannien        |
| The Tree                               | The Tree                            | Julie Bertuccelli | Frankrike, Australien |
| Wall Street: Money Never Sleeps        | Wall Street: Money Never Sleeps     | Oliver Stone      | USA                   |
| You Will Meet a Tall Dark Stranger     | You Will Meet a Tall Dark Stranger  | Woody Allen       | USA                   |

### Särskilda visningar
Följande filmer visades som särskilda visningar.
| Engelsk titel                    | Originaltitel                             | Regissör(er) | Land                |
| -------------------------------- | ----------------------------------------- | --- | ------------------- |
| 5 X Favela                       | 5 X Favela, por nós mesmos                | Wagner Novais, Manaira Carneiro, Rodriga Felha, Cacau Amaral, Luciano Vidigal, Cadu Barcelos and Luciana Bezerra | Brasilien           |
| Abel                             | Abel                                      | Diego Luna | Mexiko              |
| Chantrapas                       | Chantrapas                                | Otar Iosseliani                                                                                                  | Frankrike, Georgien |
| Countdown to Zero                | Countdown to Zero                         | Lucy Walker | USA                 |
| Draquila – Italien Trembles      | Draquila - L'Italia che trema             | Sabina Guzzanti                                                                                                  | Italien             |
| Gilles Jacob, Citizen Cannes     | Gilles Jacob, l'arpenteur de la croisette | Serge Le Peron                                                                                                   | Frankrike           |
| Inside Job                       | Inside Job                                | Charles H. Ferguson                                                                                              | USA                 |
| The Pack                         | La meute                                  | Franck Richard                                                                                                   | Frankrike, Belgien  |
| Nostalgia for the Light          | Nostalgia de la luz                       | Patricio Guzmán                                                                                                  | Frankrike, Chile    |
| Over Your Cities Grass Will Grow | Over Your Cities Grass Will Grow          | Sophie Fiennes                                                                                                   | Storbritannien      |

### Cinéfondation
Följande kortfilmer valdes till tävlingen för Cinéfondation:
| Engelsk titel                          | Originaltitel                          | Regissör(er)         | Skola                           |
| -------------------------------------- | -------------------------------------- | -------------------- | ------------------------------- |
| Anywhere Out of the World              | Coucou-Les-Nuages                      | Vincent Cardona      | La fémis, Frankrike             |
| Cooked                                 | Cooked                                 | Jens Blank           | NFTS, Storbritannien            |
| Dakujem, dobre                         | Dakujem, dobre                         | Mátyás Prikler       | FTF-VŠMU, Slovakien             |
| The Fifth Column                       | Hinkerort Zorasune                     | Vatche Boulghourjian | NYU, USA                        |
| Frozen Land                            | Frozen Land                            | Tae-yong Kim         | Sejong University*, Sydkorea    |
| Here I Am                              | Itt Vagyok                             | Bálint Szimler       | SzFE, Ungern                    |
| I Already Am Everything I Want to Have | Ja Vec Jesam Sve Ono Što Želim Da Imam | Dane Komljen         | FDU, Serbien                    |
| Ijsland                                | Island                                 | Gilles Coulier       | Sint-Lukas University*, Belgien |
| El Juego                               | El Juego                               | Benjamín Naishtat    | Le Fresnoy, Frankrike           |
| Los Minutos, Las Horas                 | Los Minutos, Las Horas                 | Marques Ribeiro      | EICTV, Kuba                     |
| Miramare                               | Miramare                               | Michaela Müller      | ALU*, Kroatien                  |
| The Painting Sellers                   | Taulukauppiaat                         | Juho Kuosmanen       | Aalto University, Finland       |
| Shelley                                | Shelley                                | Andrew Wesman        | Harvard University*, USA        |

* betecknar första gången en skola valdes ut för att tävla

### Kortfilmstävling
Följande kortfilmer tävlade om Guldpalmen för bästa kortfilm:
| Engelsk titel     | Originaltitel      | Regissör(er)    | Land       |
| ----------------- | ------------------ | --------------- | ---------- |
| Barking Island    | Chienne d'histoire | Serge Avédikian | Frankrike  |
| Bathing Micky     | Micky bader        | Frida Kempff    | Sverige    |
| Blocks            | Blokes             | Marially Rivas  | Chile      |
| First Aid         | Ezra rishona       | Yarden Karmin   | Israel     |
| Maya              | Maya               | Pedro Pío       | Kuba       |
| Muscles           | Muscles            | Edward Housden  | Australien |
| Rosa              | Rosa               | Monica Lairana  | Argentina  |
| Station           | Estação            | Marcia Faria    | Brasilien  |
| To Swallow a Toad | To Swallow a Toad  | Jurģis Krāsons  | Lettland   |

### Cannes Classics
Cannes Classics sätter fokus på dokumentärer om film och restaurerade mästerverk från förr.
World Cinema Foundation
| Engelsk titel                                | Originaltitel                                | Regissör(er)                  | Land                                        |
| -------------------------------------------- | -------------------------------------------- | ----------------------------- | ------------------------------------------- |
| Documentaries about Cinema                   |                                              |                               |                                             |
| ...But Film is My Mistress                   | ...Men filmen är min älskarinna              | Stig Björkman                 | Sverige                                     |
| Cameraman: The Life and Work of Jack Cardiff | Cameraman: The Life and Work of Jack Cardiff | Craig McCall                  | Storbritannien                              |
| Hollywood Don't Surf!                        | Hollywood Don't Surf!                        | Greg MacGillivray, Sam George | USA                                         |
| Toscan                                       | Toscan                                       | Isabelle Partiot-Pieri        | Frankrike                                   |
| Restored prints                              |                                              |                               |                                             |
| The 317th Platoon (1964)                     | La 317ème section                            | Pierre Schoendoerffer         | Frankrike                                   |
| The African Queen (1951)                     | The African Queen (1951)                     | John Huston                   | USA, Storbritannien                         |
| The Battle of the Rails (1946)               | La Bataille du rail                          | René Clément                  | Frankrike                                   |
| La campagne de Cicéron (1989)                | La campagne de Cicéron (1989)                | Jacques Davila                | Frankrike                                   |
| The Great Love (1969)                        | Le grand amour                               | Pierre Etaix                  | Frankrike                                   |
| Happy Go Lucky (1946)                        | Au petit bonheur                             | Marcel L'Herbier              | Frankrike                                   |
| Khandhar (1983)                              | Khandhar (1983)                              | Mrinal Sen                    | Indien                                      |
| Kiss of the Spider Woman (1985)              | O Beijo da Mulher-Aranha                     | Hector Babenco                | Brasilien, USA                              |
| The Leopard (1963)                           | Il Gattopardo                                | Luchino Visconti              | Italien                                     |
| Psycho (1960)                                | Psycho (1960)                                | Alfred Hitchcock              | USA                                         |
| The Tin Drum (1979)                          | Die Blechtrommel                             | Volker Schlöndorff            | Västtyskland, Polen, Jugoslavien, Frankrike |
| Tristana (1970)                              | Tristana (1970)                              | Luis Buñuel                   | Spanien, Frankrike, Italien                 |
| World Cinema Foundation                      |                                              |                               |                                             |
| El-Fallâh el-fasîh (1970, short)             | The Eloquent Peasant                         | Shadi Abdel Salam             | Egypten                                     |
| Il ruscello di Ripasottile (1941, short)     | Il ruscello di Ripasottile (1941, short)     | Roberto Rossellini            | Italien                                     |
| Két Lány Az Utcán (1939)                     | Két Lány Az Utcán (1939)                     | André de Toth                 | Ungern                                      |
| Revenge (1989)                               | Revenge (1989)                               | Yermek Shinarbayev            | Sovjetunionen                               |
| Titash Ekti Nadir Naam (1973)                | Titash Ekti Nadir Naam (1973)                | Ritwik Ghatak                 | Bangladesh                                  |

### Cinéma de la Plage
Cinéma de la Plage är en del av festivalens officiella urval. Utomhusvisningarna på strandbiografen i Cannes är öppna för allmänheten. 
| Engelsk titel                   | Originaltitel                   | Regissör(er)                       | Land               |
| ------------------------------- | ------------------------------- | ---------------------------------- | ------------------ |
| From Here to Eternity (1953)    | From Here to Eternity (1953)    | Fred Zinnemann                     | USA                |
| The Girl Hunters (1963)         | (Solo pour une blonde)          | Roy Rowland                        | Storbritannien     |
| Rock'n'roll... Of Corse! (2010) | Rock'n'roll... Of Corse! (2010) | Stéphane Bébert, Lionel Guedj      | Frankrike          |
| The Silent World (1956)         | Le Monde du silence             | Louis Malle, Jacques-Yves Cousteau | Frankrike, Italien |
| That Night in Varennes (1982)   | La Nuit de Varennes             | Ettore Scola                       | Frankrike, Italien |
| The Two Escobars (2010)         | The Two Escobars (2010)         | Jeff Zimbalist, Michael Zimbalist  | USA                |

## Parallella sektioner

### Internationella kritikerveckan
Följande filmer visades för den 49:e internationella kritikerveckan (49e Semaine de la Critique): 
Tävling i långfilm

- Armadillo av Janus Metz (Danmark)
- Bedevilled av Jang Cheol-so (Sydkorea)
- Belle Épine av Rebecca Zlotowski (Frankrike)
- Bi, Don't Be Afraid (Bi, dung so!) av Di Dang Phan (Vietnam, Frankrike, Tyskland)
- Sandcastle (film) av Boo Junfeng (Singapore)
- Sound of Noise av Ola Simonsson, Johannes Stjärne Nilsson (Sverige, Frankrike)
- The Myth of the American Sleepover av David Robert Mitchell (USA)

Kortfilmstävling

- A distração av Ivan Cavi Borges, Gustavo Melo (Brasilien)
- Berik av Daniel Joseph Borgman (Danmark)
- Deeper Than Yesterday av Ariel Kleiman (Australien)
- Love Patate av Gilles Cuvelier (Frankrike)
- Native Son av Scott Graham (Storbritannien)
- The Boy Who Wanted to Be a Lion av Alois Di Leo (Storbritannien)
- Vasco av Sébastien Laudenbach (Frankrike)

Särskild screening

- The Names of Love (Le Nom des gens) av Michel Leclerc (Frankrike)
- Copacabana av Marc Fitoussi (Frankrike)
- Rubber av Quentin Dupieux (Frankrike)
- Women Are Heroes av JR (Frankrike)

Kort och medellång
- Bastard av Kirsten Dunst (USA)
- The Clerk’s Tale av James Franco (USA)
- L'Amour-propre av Nicolas Silhol (Frankrike)
- Cynthia todavía tienes las llaves av Gonzalo Tobal (Argentina)
- Fracture av Nicolas Sarkissian (Frankrike)

### Director's Fortnight
Dokumentärfilmen Benda Bilili! om funktionshindrade gatumusikanter från Kinshasa Staff Benda Bilili hade världspremiär på festivalen, samtidigt som gruppen närvarade och uppträdde på Director's Fortnights-öppningsfest.
Följande filmer visades för Directors' Fortnight 2010 (Quinzaine des Réalizateurs):
Spelfilmer

- All Good Children av Alicia Duffy (Irland, Belgien, Frankrike, Storbritannien)
- Año bisiesto av Michael Rowe (Mexiko)
- Benda Bilili! av Renaud Barret, Florent de La Tullaye (Frankrike)
- Boxing Gym av Frederick Wiseman (USA)
- Cleveland versus Wall Street (Cleveland contre Wall Street) av Jean-Stéphane Bron (Schweiz, Frankrike)
- Des filles en noir av Jean Paul Civeyrac (Frankrike)
- Everything Will Be Fine av Christoffer Boe (Danmark, Sverige, Frankrike)
- Illegal (Illégal) av Olivier Masset-Depasse (Belgien, Luxemburg, Frankrike)
- The Invisible Eye (La mirada invisible) av Diego Lerman (Argentina, Frankrike, Spanien)
- Le Vagabond av Avishai Sivan (Israel)
- Le quattro volte av Michelangelo Frammartino (Italien, Tyskland, Schweiz)
- Petit bébé Jésus de Flandre av Gust Van den Berghe (Belgien)
- Picco av Philip Koch (Tyskland)
- Pieds nus sur les limaces av Fabienne Berthaud (Frankrike)
- Shit Year av Cam Archer (USA)
- The Joy av Felipe Bragança, Marina Meliande (Brasilien)
- The Light Thief (Svet-Ake) av Aktan Arym Kubat (Kirghizistan, Tyskland, Frankrike, Nederländerna)
- The Silent House av Gustavo Hernández (Uruguay)
- The Tiger Factory av Ming jin Woo (Malaysia, Japan)
- Two Gates of Sleep av Alistair Banks Griffin (USA)
- Love Like Poison (Un poison violent) av Katell Quillévéré (Frankrike)
- You All Are Captains (Todos vós sodes capitáns) av Oliver Laxe (Spanien)
- We Are What We Are (Somos lo que hay) av Jorge Michel Grau (Mexiko)

Kortfilmer

- A Silent Child av Jesper Klevenås (Sverige)
- Light av André Schreuders (Nederländerna)
- Mary Last Seen av Sean Durkin (USA)
- Petit tailleur av Louis Garrel (Frankrike)
- Cautare av Ionuţ Piţurescu (Rumänien)
- Shadows of Silence av Pradeepan Raveendran (Frankrike)
- Shikasha av Isamu Hirabayashi (Japan)
- Three Hours av Annarita Zambrano (Italien, Frankrike)
- ZedCrew av Noah Pink (Kanada, Zambia)

## Utmärkelser

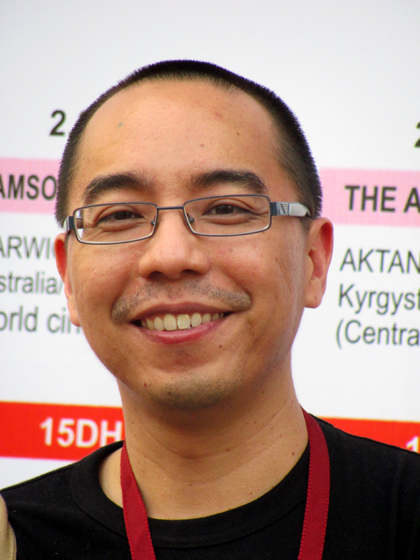
Apichatpong Weerasethakul, vinnare av Guldpalmen 2010

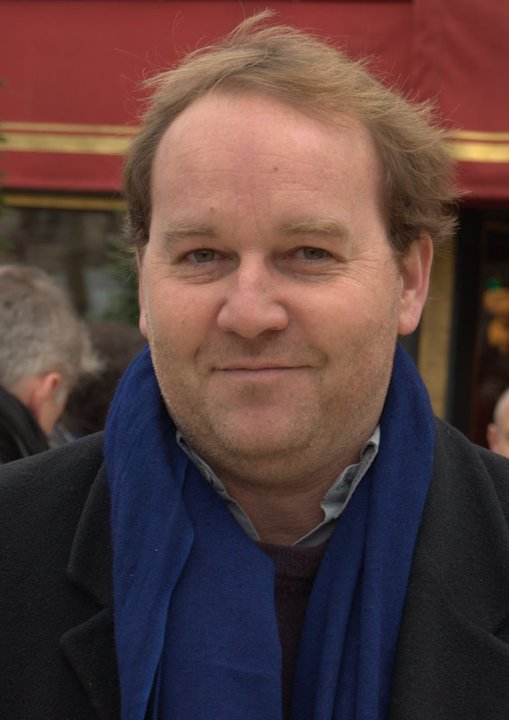
Xavier Beauvois, vinnare av Gran Prix 2010

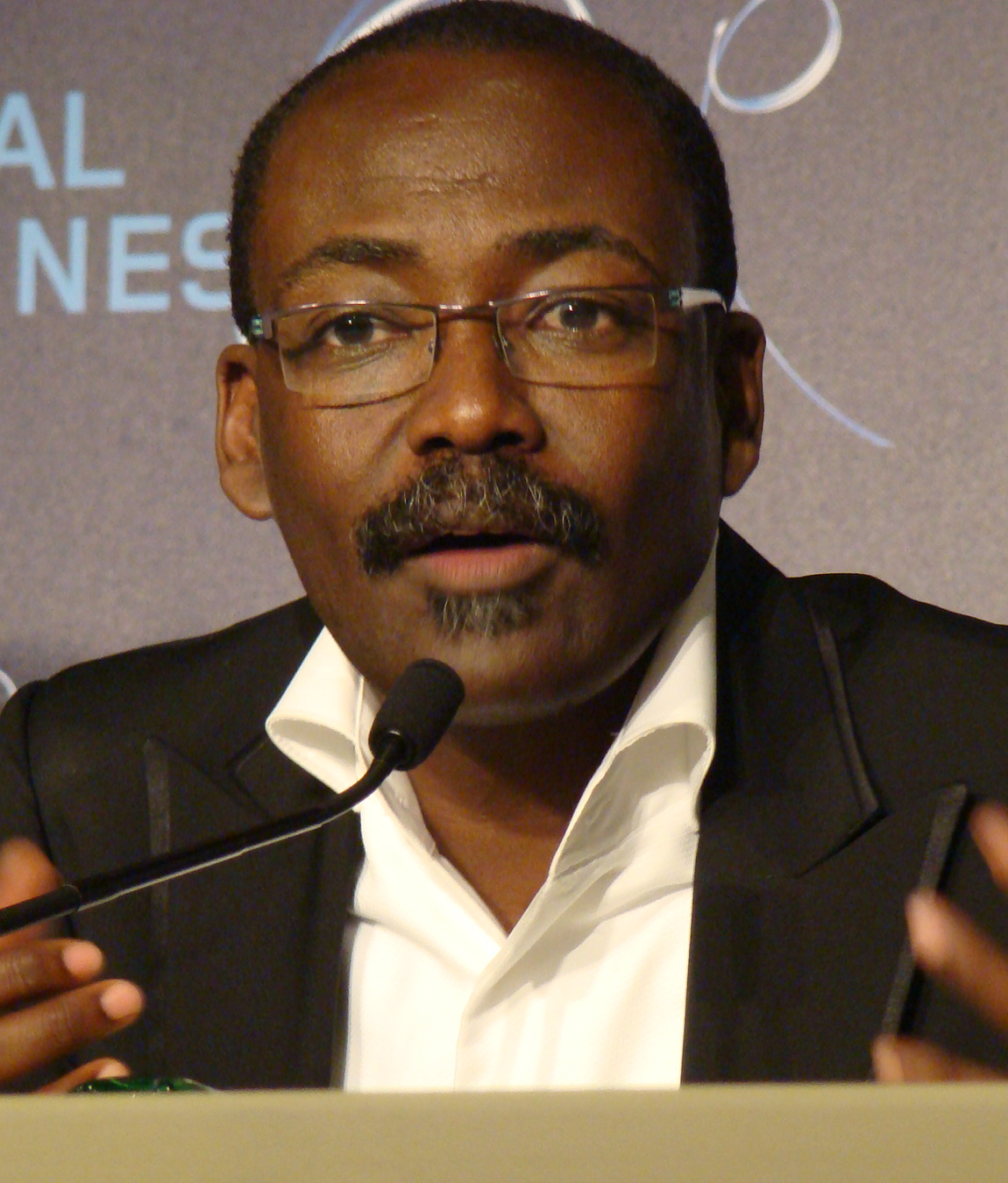
Mahamat-Saleh Haroun på festivalen för sin film A Screaming Man

### Officiella utmärkelser
Guldpalmen vanns av den thailändska filmen Uncle Boonmee Who Can Recall His Past Lives i regi av Apichatpong Weerasethakul. Det var första gången som en asiatisk film vann priset sedan 1997. Tim Burton, ordförande för juryn, motiverade beslutet med orden: "Du vill alltid bli överraskad av film och den här filmen överraskade de flesta av oss." Den franska filmen Of Gods and Men hamnade på en andraplacering. Filmen som regisserats av Xavier Beauvois ansågs vara en favorit för Guldpalmen tillsammans med Mike Leighs film Another Year. Under prisutdelningen ägnades särskild uppmärksamhet åt den iranska filmaren Jafar Panahi i hopp om att öka det internationella trycket på den iranska regeringen att släppa Panahi ur fängelset.
Följande filmer och personer fick 2010 års officiella urvalspris: I tävlan
- Palme d'Or: Uncle Boonmee Who Can Recall His Past Lives av Apichatpong Weerasethakul
- Grand Prix: Of Gods and Men av Xavier Beauvois
- Bästa regissörspris: Mathieu Amalric för On Tour
- Pris för bästa manus: Poesi av Lee Chang-dong
- Pris för bästa skådespelerska: Juliette Binoche för certifierad kopia
- Pris för bästa skådespelare: Javier Bardem för Biutiful & Elio Germano for Our Life
- Prix du Jury: A Screaming Man av Mahamat-Saleh Haroun

Un Certain Regard
- Prix Un Certain Regard: Hahaha av Hong Sang-soo
- Un Certain Regard Jury Prize: October av Daniel Vega, Diego Vega
- Un Certain Regard Award för bästa skådespelerska: Adela Sanchez, Eva Bianco, Victoria Raposo för The Lips

Cinéfondation
- Första pris: The Painting Sellers av Juho Kuosmanen
- 2:a pris: Anywhere Out of the World av Vincent Cardona
- 3:e pris: The Fifth Column av Vatche Boulghourjian och I already am Everything I Want to Have av Dane Komljenk

Camera d'Or
- Caméra d'Or: Año Bisiesto av Michael Rowe

Kortfilmer
- Guldpalmen för bästa kortfilm: Barking Island av Serge Avédikian
- Juryns pris för kortfilm: Bathing Micky av Frida Kempff

### Oberoende utmärkelser
FIPRESCI -priser
- On Tour (Tournée) av Mathieu Amalric (i tävling)
- Adrienn Pál (Pál Adrienn) av Ágnes Kocsis (Un Certain Regard)
- You All Are Captains (Todos vós sodes capitáns) av Oliver Laxe (Directors 'Fortnight)

Vulcan Award of the Technical Artist
- Vulcan Award: Leslie Shatz, Bob Beemer, Jon Taylor (Sound Department) för Biutiful

Ekumeniska juryn
- Den ekumeniska juryns pris: Of Gods and Men (Des hommes et des dieux) av Xavier Beauvois
- Den ekumeniska juryns pris - Special Mention: Another Year av Mike Leigh & Poetry (Shi) av Lee Chang -dong

Utmärkelser inom ramen för Internationella Kritikerveckan
- Critics Week Grand Prize: Armadillo av Janus Metz
- SACD Award: Bi, Don't Be Afraid (Bi, dung so!) Av Di Dang Phan
- ACID Award: Bi, Don't Be Afraid (Bi, dung so!) Av Di Dang Phan
- Young Critics Award: Sound of Noise av Ola Simonsson, Johannes Stjärne Nilsson[25]
- Canal+ Gran Prix för kortfilm: Berik av Daniel Joseph Borgman[27]
- Kodak Discovery Award för bästa kortfilm: Djupare än igår av Ariel Kleiman

Andra utmärkelser
- Regards Jeunes Prize: Heartbeats (Les amours imaginaires) av Xavier Dolan

Association Prix François Chalais
- Prix François Chalais: Life, Above All  av Oliver Schmitz[28]